# Elina Löwensohn
Elina Löwensohn  (n. 11 iulie 1966, București, România) este o actriță americană de origine română. A interpretat roluri în mai multe filme cunoscute precum Simple Men (1992), Lista lui Schindler (1993), Amateur (1994), Nadja (1994) și The Wisdom of Crocodiles (1998).

## Biografie
Elina Löwensohn s-a născut la București (România), ca fiică a unei balerine și a unui bărbat evreu, fost deținut într-un lagăr de concentrare. Și-a petrecut copilăria în România comunistă: a locuit într-o casă de pe strada Mântuleasa și a păstrat amintiri traumatizante cu învățători și profesori severi, chiar abuzivi („copiii erau loviți în cap sau pedepsiți să stea la colț”). Atracția ei față de artă datează din anii copilăriei. Mama ei era balerină la Opera Națională din București, iar Elina a însoțit-o adesea, alături de fratele și de bunica ei, la spectacolele unde dansa. A văzut de peste 40 ori spectacolul Madama Butterfly și a fost impresionată de activitatea artistică, începând să-și dorească să devină actriță încă de la vârsta de 6 ani, după ce a vizionat filmul Mary Poppins. Susținea spectacole improvizate pentru familie și prietenii apropiați și a luat parte la primul casting la 13 ani, înainte de a pleca din România.
Mama ei a rămas văduvă cu doi copii, pe când avea vârsta de 46 de ani, iar Elina doar 7 ani, iar în anul 1978 a reușit să plece din România și a predat cursuri de balet în orașul Quito din Ecuador. După un an, mama ei a ajuns în Statele Unite ale Americii, unde a cerut azil politic. Cei doi copii și bunica lor au obținut viza de emigrare în SUA în anul 1980, ca urmare a unei înțelegeri politice dintre România și America, iar familia s-a reunit. Elina și familia ei au locuit la început în districtul Queens al metropolei New York și au dus „o viață clasică de imigranți”. A simțit mândrie atunci când a văzut imagini din timpul Revoluției Române din 1989, plângând de bucurie pentru căderea regimului comunist.
Elina și-a dorit să fie actriță și, după terminarea liceului, a studiat artele dramatice la New York și a jucat în mai multe spectacole teatrale de succes. A debutat ca actriță de film în Theory of Achievement (1991) și a fost descoperită de regizorul Hal Hartley, un reprezentant al cinematografiei americane independente din anii 1980 și 1990, cu care a lucrat apoi la filme-cult ca Simple Men (1992) și Amateur (1994). Accentul străin a împiedicat-o să obțină o gamă largă de roluri, fiind distribuită din acest motiv în roluri de „străini sau ciudați, imigranți sau vampiri”. „Faptul că am această amprentă de străin orice limbă aș vorbi este ceea ce mă definește. Sunt un străin oriunde”, mărturisea Elina Löwensohn. Cele mai cunoscute roluri ale sale sunt rebela epileptică Elina din Simple Men (1992), inginera evreică Diana Reiter din Lista lui Schindler (1993), gimnasta română Katya din episodul „The Gymnast” (1994) al serialului Seinfeld, fosta vedetă porno Sofia Ludens din Amateur (1994), vampira Nadja din filmul Nadja (1994), dealerul de artă Annina Nosei din Basquiat (1996), Iris din Six Ways to Sunday (1997) și Anne Levels din The Wisdom of Crocodiles (1998). Nu a jucat doar în filme de autor sau în filme care i-au plăcut, ci a trebuit să accepte roluri și în filme mai slabe.
În anul 1998, după ce a trăit aproape 18 ani în America, Elina Löwensohn s-a stabilit în Franța, unde și-a continuat cariera de actriță. Trăiește acolo de peste 20 de ani alăuri de iubitul ei, care este regizor de film experimental. Are dublă cetățenie: franceză și americană. A revenit în România pentru prima dată la 18 ani de la emigrarea ei în America, fiind invitată de 
Dan Chișu să facă parte din juriul unui festival de film, și a călătorit apoi de mai multe ori. Îi place să interacționeze cu cât mai mulți oameni și continuă să vorbească limba română. Lunga perioadă în care a trăit departe de România a înstrăinat-o, cu toate acestea, de țara sa natală, după cum recunoștea ea însăși: „Când sunt în România, mă recunosc pe mine în gesturile altor oameni, în felul în care vorbesc, în glumele lor. Dar de îndată ce deschid gura, eu nu mai sunt româncă, pentru că eu îmi găsesc cu greu cuvintele. [...] Am vocabularul unui copil de 14 ani – vârsta la care am plecat din țară.”.

## Filmografie

### Filme de cinema și de televiziune
| An   | Titlu                                   | Rol                    | Observații                    |
| ---- | --------------------------------------- | ---------------------- | ----------------------------- |
| 1991 | Theory of Achievement                   |                        | Scurtmetraj                   |
| 1992 | Simple Men                              | Elina                  |                               |
| 1992 | Another Girl Another Planet             | Mia                    |                               |
| 1993 | Lista lui Schindler                     | Diana Reiter           |                               |
| 1993 | Geborenka                               |                        | Scurtmetraj                   |
| 1994 | Amateur                                 | Sofia Ludens           |                               |
| 1994 | Nadja                                   | Nadja                  |                               |
| 1995 | My Antonia                              | Antonia Shimerda       | Film TV                       |
| 1995 | Flirt                                   | Asistenta medicală     |                               |
| 1995 | Pictures of Baby Jane Doe               | Lucinda                |                               |
| 1996 | Basquiat                                | Annina Nosei           |                               |
| 1996 | I'm Not Rappaport                       | Clara Lemlich          |                               |
| 1997 | In the Presence of Mine Enemies         | Rachel Heller          | Film TV                       |
| 1997 | Mauvais Genre                           | Lucie                  |                               |
| 1997 | Le Silence de Rak                       | Lucie                  |                               |
| 1997 | Six Ways to Sunday                      | Iris                   |                               |
| 1997 | The Other Also                          |                        | Scurtmetraj                   |
| 1997 | La fiancée                              | Logodnica              | Scurtmetraj                   |
| 1998 | Sombre                                  | Claire                 |                               |
| 1998 | The Wisdom of Crocodiles                | Anne Levels            |                               |
| 2000 | Why Get Married the Day the World Ends? |                        |                               |
| 2000 | The Wake                                | Mama                   | Film mut cu durata de opt ore |
| 2001 | Roberto Succo                           | Françoise Cottaz       |                               |
| 2001 | Get Well Soon                           | Cindy                  |                               |
| 2002 | Portraits filmés                        |                        | Scurtmetraj                   |
| 2002 | Je n'ai jamais tué personne             | Magali                 | Scurtmetraj                   |
| 2003 | Quicksand                               | Vannessa               |                               |
| 2003 | Intrusion                               | Klara                  | Scurtmetraj                   |
| 2004 | Doo Wop                                 | Maya                   |                               |
| 2004 | A Very Long Engagement                  | O nemțoaică            |                               |
| 2005 | Orlando Vargas                          | Alice                  |                               |
| 2005 | Kitchen                                 | Femeia                 | Scurtmetraj                   |
| 2005 | Dark Water                              | Mama Dahliei           |                               |
| 2005 | Hunt for Justice⁠(de)[traduceți]         |                        | Film TV                       |
| 2005 | Teresa                                  |                        | Scurtmetraj                   |
| 2005 | Histoire tragique avec fin heureuse     |                        | Scurtmetraj                   |
| 2006 | L'immature                              |                        | Scurtmetraj                   |
| 2006 | À peine s'était-elle endormie...        | Marion                 | Scurtmetraj                   |
| 2006 | Fay Grim                                | Bebe                   |                               |
| 2006 | The Stone Council                       | Laura                  |                               |
| 2006 | The Little Cat Is Dead                  | Bettina                | Scurtmetraj                   |
| 2007 | Unloved                                 | Maria Delmouly         | Film TV                       |
| 2007 | New Love                                | Alma                   | Scurtmetraj                   |
| 2007 | L'institutriste                         |                        | Scurtmetraj                   |
| 2008 | Able Danger                             | Kasia                  |                               |
| 2008 | Wayfarer                                | Femeia                 | Scurtmetraj                   |
| 2008 | On War                                  | Rachel                 |                               |
| 2008 | South of Heaven                         | Veronica               |                               |
| 2008 | Corps perdus                            | Ewa                    | Film TV                       |
| 2008 | D'une seule voix                        | Nadia                  | Scurtmetraj                   |
| 2009 | Romaine 30° Below                       | Antonia                |                               |
| 2009 | Corpus/Corpus                           | Pacienta de la psy     | Scurtmetraj                   |
| 2009 | Regarder Oana                           | Oana                   | Scurtmetraj                   |
| 2009 | Lourdes                                 | Cécile                 |                               |
| 2010 | Des rêves pour l'hiver                  | Mama adolescentului    |                               |
| 2010 | Vasco                                   |                        | Scurtmetraj                   |
| 2010 | J'étais à Nüremberg                     | Nina                   | Film TV                       |
| 2010 | Black Venus                             | Jeanne                 |                               |
| 2011 | Declaration of War                      | Alex                   |                               |
| 2011 | Boro in the Box                         | Walerian Borowczyk     | Scurtmetraj                   |
| 2011 | Adèle's Choice                          | Vlora                  | Film TV                       |
| 2012 | Living Still Life                       | Fièvre                 | Scurtmetraj                   |
| 2013 | Some Place Else                         | Profesoara Adamovitctz | Film TV                       |
| 2014 | Prehistoric Cabaret                     |                        | Scurtmetraj                   |
| 2014 | Salammbô                                |                        | Scurtmetraj                   |
| 2014 | Souvenirs d'un montreur de seins        | Le montreur de seins   | Scurtmetraj                   |
| 2014 | Le refuge                               | Marielle               | Scurtmetraj                   |
| 2015 | The Forbidden Room                      | Sora                   |                               |
| 2015 | Notre-Dame des Hormones                 | Lune                   | Scurtmetraj                   |
| 2015 | Haldernablou - Triptyque                |                        | Scurtmetraj                   |
| 2015 | Armorican Suite                         | Moon                   |                               |
| 2015 | Y a-t-il une vierge encore vivante?     | Joan the Slut          | Scurtmetraj                   |
| 2015 | Parisienne                              | Bogdana                |                               |
| 2015 | Le Miracle de Tekir                     | Lili                   |                               |
| 2015 | L'existence selon Gabriel               |                        | Scurtmetraj                   |
| 2015 | Retour                                  |                        | Scurtmetraj                   |
| 2015 | In Ecstasy                              |                        | Scurtmetraj                   |
| 2016 | Seances                                 |                        | Scurtmetraj                   |
| 2016 | The Girl Without Hands                  | Zeița                  |                               |
| 2016 | A Jew Must Die                          | Myria Bloch            |                               |
| 2016 | Angel                                   | Louise                 |                               |
| 2016 | Depressive Cop                          | Mama                   | Scurtmetraj                   |
| 2017 | Odile dans la vallée                    |                        | Scurtmetraj                   |
| 2017 | L'âne du Graveyron                      | Femeia                 | Scurtmetraj                   |
| 2017 | Let the Corpses Tan                     | Luce                   |                               |
| 2017 | The Wild Boys                           | Séverin(e)             |                               |
| 2018 | Ni le jour, ni la nuit                  |                        |                               |
| 2018 | The Apparition                          | Docteur de Villeneuve  |                               |
| 2018 | Ultra Pulpe                             | Joy D'Amato            | Scurtmetraj                   |
| 2018 | Knife+Heart                             | dna Favre              |                               |
| 2018 | Histoire de Stefano                     |                        | Scurtmetraj                   |
| 2019 | Simple Women                            | Elina                  |                               |
| 2020 | Which is Witch?                         | Sora #2                | Scurtmetraj                   |
| 2020 | The Return of Tragedy                   | Tragedy                | Scurtmetraj                   |
| 2020 | Féminisme, rafale et politique          |                        | Scurtmetraj                   |
| 2021 | After Blue                              | Zora                   |                               |
| 2021 | Dead Flash                              |                        | Scurtmetraj                   |

### Seriale de televiziune
| An   | Titlu                           | Rol             | Observații                      |
| ---- | ------------------------------- | --------------- | ------------------------------- |
| 1994 | Seinfeld                        | Katya           | Episod: The Gymnast             |
| 2001 | The Bill                        | Natasha Ivanova | Episod: Common Language         |
| 2004 | Sex Traffic                     | Maria Danielski | Miniserial, 2 episoade          |
| 2006 | Sable noir                      | Norma           | Episod: En attendant le bonheur |
| 2021 | H24, 24 h de la vie d'une femme |                 | Episod: 09H - Revenge porn      |